# Jan van Horne (1460-1521)
Jan van Horne (1460 - Boxtel, 26 april 1521) was heer van Baucigny en Lokeren. Hij was de zoon van Filips van Horne (1421-1488) en Jeanne de Lannoy.
In 1491 huwde hij Adriana van Ranst, die erfvrouwe was van de heerlijkheden Boxtel en Liempde. Hun kinderen waren Johanna van Horne (1495-1538) en Filips van Horne (1500-1541).
Nadat Adriana's vader was overleden erfde zij de heerlijkheden Boxtel, Liempde en Kessel. Jan van Horne verbleef daar ook regelmatig, hoewel hij de lopende zaken meestal door Adriana liet behartigen. De heerlijkheid ging echter van het geslacht Van Ranst in de mannelijke lijn op het huis Horne over, en dat zou enkele eeuwen zo blijven. In 1526 werd Filips van Horne dan ook heer van Boxtel en Liempde.
Jan van Horne werd bijgezet in het praalgraf van Hendrik van Ranst in de Sint-Petruskerk te Boxtel. Dit graf werd in 1795 door de Franse troepen vernield, tezamen met een glas-in-loodraam waarop Jan in volle wapenrusting stond afgebeeld.